# Kürcz Antal
Kürcz Antal (Nagyszombat, 1827. január 6. – Budapest, 1901. február 8.) főgimnáziumi tanár.

## Életpályája
Polgári szülők gyermekeként született. A gimnáziumot és a bölcseleti első osztályt szülővárosában végezte, majd 1843-ban a Szent Benedek-rendbe lépett és a filozófia II. osztályát Győrött, a pedagógiai és klasszikai tanfolyamot pedig Bakonybélben hallgatta. Ezt követően tanárképesítési vizsgálatot tett. A teológiai tanfolyamot Pannonhalmán végezte. 
1848-49-ben honvéd volt, az 1850-es években nevelőskdött. 1860-ban az októberi diploma után Pestre ment és 1861. március 15-én a budapesti királyi katolikus főgimnáziumhoz nevezték ki helyettes tanárnak. 1862-től 1864-ig mint rendes tanár Baján tanított, 1864 júliusában ismét a budapesti katolikus főgimnáziumhoz került. 1863 márciusában újra tanári vizsgát tett, ez időtől fogva a magyar nyelvet és irodalomtörténetet adta elő. 
Szerkesztette a Katholikus Hetilapot 1886. április 15-től december 30-ig. 1894. január 1-jén nyugalomba vonult. Elhunyt 1901. február 8-án délután, a Fiumei úti sírkertben helyezték örök nyugalomra.

## Cikkei
Szépirodalmi, történeti és egyéb dolgozatai a Honderűben (1847. I. Don diego Manzanares, elbeszélés, II. A légtünde, allegoriai rege, Nagyszombat története); a Családi Lapokban (1853. Anna, II. Ulászló lánya, Diocletián és Florus, Ceylon, 1854. A hableány, 1854-1855. Paedagogiai levelek I-XII. Gusztáv és Aladár, színmű 1 felvonásban franciából, 1856. Strafford Tamás); a Religióban (1854. A vránai perjelség története); Füssy, Ifjusági Plutarchjában (Fenelon életrajza); a Családi Körben (Messena András, novella és több beszély); az Egri Értesítőben (1862. I. Napoleon 1813. hadjáratából); a Kalauzban (1864. munkatársa, szinbirálatok sat., 1856. Verancsics Antal életrajza); a Kath. Hetilapnak rendes munkatársa volt (vezércikkek, tárcák, elbeszélések és életrajzok; Cuczor Gergely, Bessenyei György, Fáy András, Ipolyi Arnold, Erdélyi Ignác missionarius, A magyarországi pálosrend története 1215-1526. c. művéből több tárcacikk, 1879. Kisfaludy Károly emlékezete, 1886. Fáy András, sat.); az Ifjúság Lapjában (1868. A siberiai számüzöttek ford.); a budapesti V. ker. kir. főgimnázium Értesítőjében (1873. Az emberi nem szellemi fejlődéséről, 1876. A nevelés és műveltségről, 1882. A pálosok eredete, 1883. Beszéd a bpesti V. ker. kir. főgimnázium 25 éves jubileuma alkalmával, 1885. A legujabb kath. költészet. 1889. A talaj mint közegészségügyi tényező, 1891. Az élet és aesthetika); a Magyar Bazárban (1888. A báró úr titka, Saint Julien Károly regénye 2 kötetben, ford.); a Szent László Társulat Évkönyvében (1876. A kereszténység, jelesen a katholicismus befolyása a művészetre); a Keszthelyben (1890. 11-13. sz. Füsy Tamás); az István bácsi Naptárában (1891. Szulik József a pap és költő). Az Egyetemes Magyar Encyclopaediába K. A. névjegy alatt a történelem és irodalom köréből közel ezer cikket írt.

## Művei
- Olvasmányok műfajilag rendezve. Tekintettel Szvorényi József ékesszólás tanára, az V. és VI. osztály számára. Pest, 1866. (2. kiadás. Uo. 1870.)
- Történeti képek és elbeszélések az ifjúság számára. Bpest, 1878 (Szombati Menyhért néven)
- Allighieri Dante és kora. Irodalomtörténeti tanulmány. Uo. 1878 (Különnyomat a budapesti V. ker. kir. kath. főgymnasium 1876-78. Értesítőiből.)
- A grófné titka. Történeti elbeszélés. Uo. 1879 (Szombati Menyhért néven)
- Két elbeszélés: Margit házassága, A rejtély. Uo. 1882
- Az árva. Elbeszélés. Uo. 1886
- A magyarországi Pálos-rend története. I. kötet. A legrégibb időktől a mohácsi vészig. Uo. 1889

## Álneve és jegyei
- Szombati Menyhért (a lapokban is), Sz. M. és K. A.